# Windhoek-Auasblick

Neues State House

Auasblick ist eine Vorstadt von Windhoek (Namibia) und liegt im südlichen Teil der Stadt. Der Name „Auasblick“ rührt von der guten Aussicht und dem Blick auf die Auasberge, die direkt südlich des Stadtteils liegen. Im Norden grenzt Auasblick an Luxushügel und im Westen an die Vorstädte Olympia und Kleine Kuppe sowie im Nordwesten an Suiderhof mit der Maerua Mall.
In Auasblick liegt das neue Staatshaus Namibias sowie die Residenz des zweiten Präsidenten Namibias Hifikepunye Pohamba. Auch die Premierministerin Namibias lebt (Stand Januar 2019) in Auasblick.
Der Stadtteil gilt als das derzeit (Stand 2013) teuerste Wohngebiet der Stadt.